# Bundesstraße 22
Die Bundesstraße 22 (Abkürzung: B 22) führt von Würzburg in Unterfranken über die oberfränkischen Städte Bamberg und Bayreuth und die Oberpfälzer Stadt Weiden bis nach Cham am Fuß des Bayerischen Walds. Bei Schwarzach am Main zweigt sie von der A 3 ab und mündet bei Cham in die Bundesstraßen 20 und 85.
Als Umgehungsstraße führt sie an den oberfränkischen Gemeinden Seybothenreuth und Speichersdorf sowie den Oberpfälzer Städten Kemnath, Erbendorf, Oberviechtach und Rötz vorbei. In Bayreuth teilt sie sich einen Abschnitt des vierstreifig ausgebauten Stadtkernrings mit der Bundesstraße 2 und der Bundesstraße 85.
Zwischen Erbendorf und Cham ist die B 22 Teil der Bayerischen Ostmarkstraße, die 1938 vollendet wurde.

## Geschichte

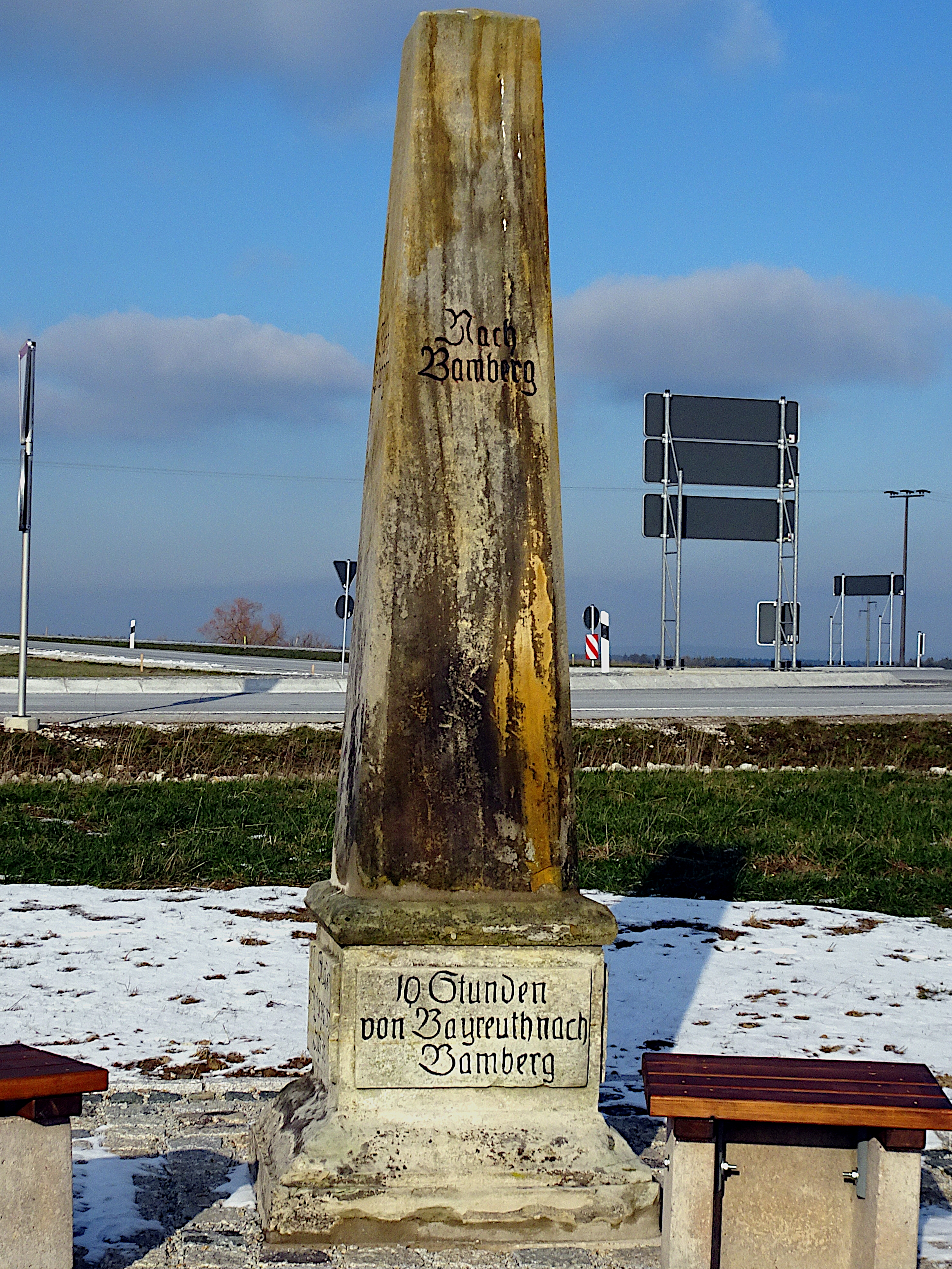
Meilenstein an der B 22 bei Eckersdorf

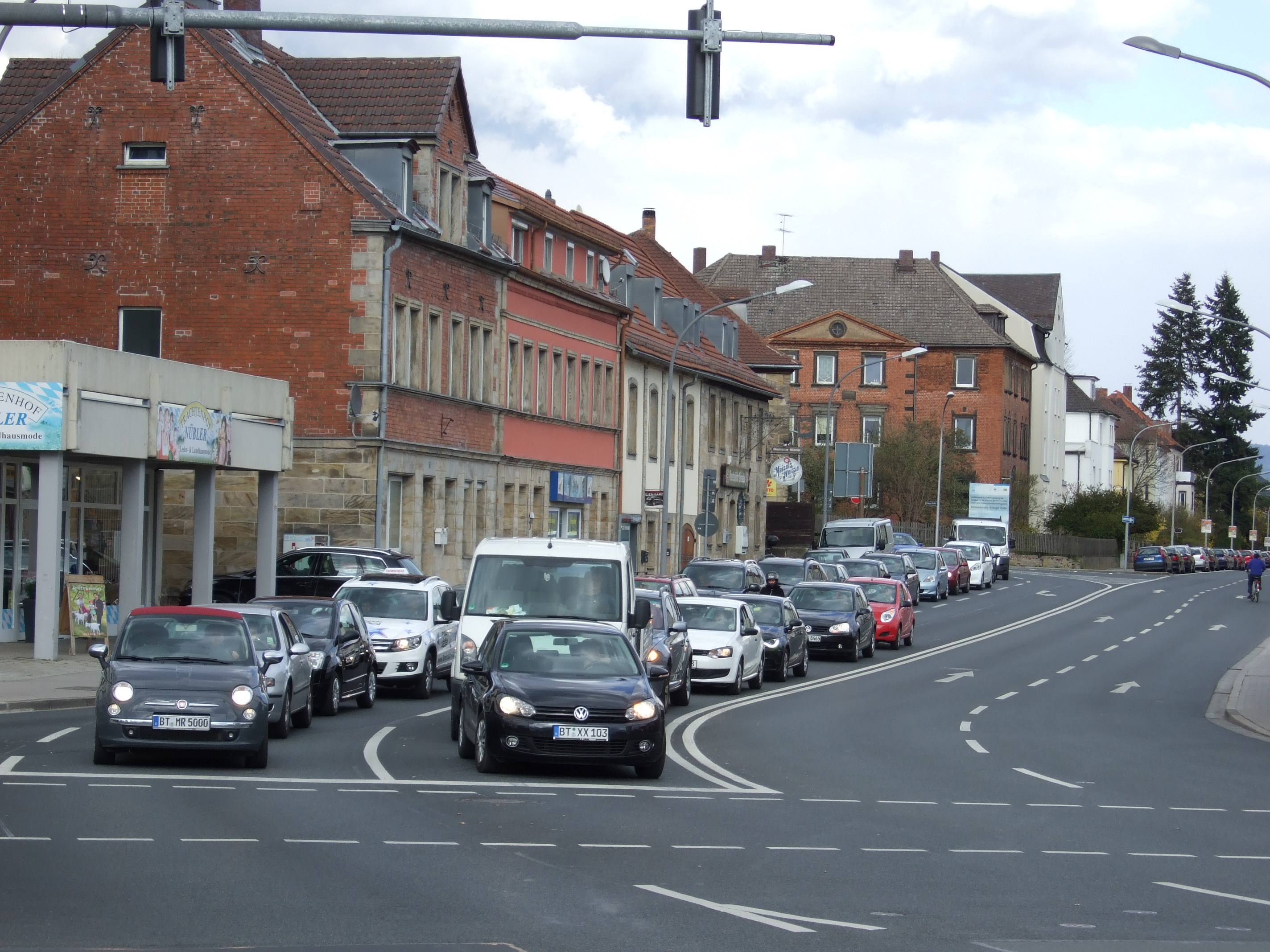
Die B 22 am Freiheitsplatz in Bayreuth

### Ursprung
Der Würzburger Fürstbischof Adam Friedrich von Seinsheim wurde 1755 zum Bischof von Würzburg und 1757 auch zum Bischof von Bamberg ernannt. Er förderte den Straßenbau in seinen beiden Bistümern und ließ die Straße zwischen seinen Residenzstädten Würzburg und Bamberg zu einer durchgehenden Chaussee ausbauen. Auch die Straße von Bamberg nach Bayreuth wurde auf dem Abschnitt bis Würgau zu einer Chaussee ausgebaut.

### Frühere Strecken und Bezeichnungen
Die 1932 eingerichtete Fernverkehrsstraße 22 (FVS 22), 1934 in Reichsstraße 22 (R 22) umbenannt, führte als Abzweigung der Reichsstraße 15 von Mitterteich nach Eger. Später wurde dieser Streckenabschnitt Teil der Bundesstraße 299.
Erst um 1937 wurde die gut ausgebaute Landstraße zwischen Würzburg, Bamberg und Bayreuth als Reichsstraße 22 in das Netz der Reichsstraßen einbezogen. Diese Reichsstraße führte 1937 nur bis Weiden. Ihr Straßenzustand östlich von Bayreuth wurde 1938 als gefährlich schlecht bezeichnet. Im Jahr 1948 führte sie noch durch die Ortsmitten u. a. von Seybothenreuth, Kirchenlaibach, Speichersdorf, Waldeck und Erbendorf.
Die Bayerische Ostmarkstraße wurde 1938 vollendet. Sie wurde aus militärstrategischen Gründen parallel zur damaligen deutsch-tschechoslowakischen Grenze erbaut und war die erste für Kraftfahrzeuge geeignete Nord-Süd-Verbindungsstraße, die durch den Oberpfälzer Wald führte. Zwischen Weiden und Erbendorf ersetzte sie die bisherige Reichsstraße.

### Ersetzungen
Im Jahre 1959 wurde bei Stadtschwarzach eine neue Mainbrücke für die Bundesstraße 22 gebaut. Die Ortsumgehung Kirchenlaibach/Speichersdorf wurde im Jahr 2000 eröffnet. Auf diesem Abschnitt kam es in jenem Jahr zu Verkehrsunfällen mit insgesamt sieben Toten.
Ein Teilstück wurde durch die A 70 zwischen der Anschlussstelle Scheßlitz und dem Kreuz Bamberg ersetzt. Von dort verläuft es auf der A 73 bis zur Anschlussstelle Bamberg Süd. Die Trasse der alten B 22 von Bamberg nach Scheßlitz ist zur Staatsstraße 2190 umgewidmet worden.
Die Strecke von der Bundesstraße 8 bis Schwarzach wurde 2016 zur Staatsstraße 2450 abgestuft. Seitdem beginnt die B 22 an der Anschlussstelle Kitzingen-Schwarzach der Bundesautobahn 3 und unterbricht dort die Staatsstraße 2271.

### Planungen
Die Ortsumfahrung Eckersdorf ist im Bundesverkehrswegeplans 2030 als vordringlicher Bedarf enthalten. Die Ortsumfahrungen Düllstadt, Reupelsdorf, Stadelschwarzach, Mönchsambach und Wirbenz sind dort unter weiterer Bedarf geführt.